# Técnica del golpe de estado
Técnica del golpe de estado (con título original Technique du coup d'etat) es un libro escrito por el escritor italiano Curzio Malaparte y publicado en francés en 1931. El autor se propone explicar cuáles son los métodos adecuados para tomar el poder en un Estado moderno, así como cuáles son los métodos para defenderlo. En ese sentido, tiene una cierta semejanza con El Príncipe de Nicolás Maquiavelo, sin embargo, el propio Malaparte niega que se trate de una imitación de este último, pues, según él, las circunstancias históricas son demasiado diferentes.

## Contenido
La obra se halla dividida en ocho capítulos, en los que se analizan los métodos utilizados para tomar el poder en diferentes estados modernos mediante un golpe de Estado, o bien para defenderlos de estos.

### Capítulo I: El golpe de Estado Bolchevique y la táctica de Trotski
Se aborda la toma del poder en Rusia por parte de León Trotski en la Revolución rusa de octubre de 1917.

### Capítulo II: Historia de un golpe de Estado fallido
Trata sobre la defensa de Iósif Stalin frente al intento de Trotski de tomar el poder en 1927.

### Capítulo III: 1920: La experiencia polaca. El orden reina en Varsovia
Sobre las luchas internas por el poder en la Polonia de Józef Pilsudski.

### Capítulo IV: Kapp, o Marte contra Marx
Sobre el Golpe de Estado de Kapp, golpe militar fracasado que se tuvo lugar en Alemania en 1920, dirigido por Wolfgang Kapp.

### Capítulo V: Bonaparte, o el primer golpe de Estado moderno
Acerca del golpe de Estado del 18 de Brumario, dado por Napoleón el 9 de noviembre de 1799.

### Capítulo VI: Primo de Rivera y Pilsudski: Un cortesano y un general socialista
Compara las actuaciones de Primo de Rivera y Pilsudski con las de Napoleón, que se refugiaron en la legalidad del estado vigente en lugar de rechazarla.

### Capítulo VII: Mussolini y el golpe de Estado fascista
Trata sobre la Marcha sobre Roma y la toma del poder del Partido Nacional Fascista, de la que el propio autor fue partícipe.

### Capítulo VIII: Un dictador fracasado: Hitler
Trata de las acciones fracasadas de Hitler con intención de tomar el poder, como fue el caso del Putsch de Munich. Hay que tener en cuenta que Técnica del Golpe de Estado se publicó en 1931, antes de que Adolf Hitler tomara el poder en Alemania.